# Exam
Exam är en brittisk thrillerfilm från 2009 av Simon Garrity och Stuart Hazeldine. Filmen prisades 2010 på Dinard British Film Festival och Santa Barbara International Film Festival.

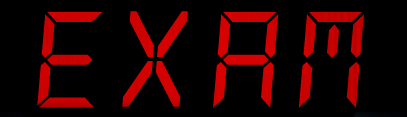
Filmens logotyp

I rollerna syns Luke Mably, Jimi Mistry, Colin Salmon, Chukwudi Iwuji, John Lloyd Fillingham, Gemma Chan, Adar Beck, Nathalie Cox och Pollyanna McIntosh.

## Handling
Åtta personer, fyra män och fyra kvinnor, återstår i sökandet av ett jobberbjudande hos ett mäktigt företag. De ska genomgå ett sista kvalifikationstest för att avgöra vem som är mest lämpad. De åtta stiger in i ett rum med en bänk, ett papper och en penna åt var och en. En man, som presenterar sig som Skrivvakten, dyker upp. Han förklarar att testet varar i 80 minuter och består av en enda fråga, till vilken efterfrågas ett enda svar. Endast tre regler gäller, om man inte följer dessa diskvalificeras man:
- Man får inte kommunicera med skrivvakten  eller med den beväpnade vakten
- Man fårbinte förstöra eller skada sitt papper
- Man får inte lämna rummet

Efter att testet har börjat visar det sig att allas papper är till synes tomma sånär som på informationen om vilket papper som tillhör vem. Kandidaterna inser så småningom att det är fritt fram att kommunicera med varandra och samarbeta för att förstå vad frågan är. Testets tävlingsinriktade natur leder dock naturligtvis till att diskvalificering av de andra kandidaterna är gynnsamt för den enskilde, så det blir ett spel med omväxlande samarbete och psykisk samt fysisk kamp.